# Авіакатастрофа Су-34 в Єйську
Авіакатастрофа Су-34 в Єйську — авіаційна катастрофа, що сталася в місті Єйськ Краснодарського краю Росії 17 жовтня 2022 року. При наборі висоти для навчально-тренувального польоту на житловий будинок упав військовий літак Су-34. Унаслідок катастрофи постраждали жителі 9-поверхівки. Льотчики катапультувалися.

## Перебіг подій
Військовий літак Су-34 277-го бомбардувального авіаційного полку ЗС РФ при наборі висоти для навчально-тренувального польоту з військового аеродрому Південного військового округу зазнав аварії. Літак упав поблизу торгового центру «Меотида» у дворі багатоповерхового житлового будинку на Комуністичній (Західній) вулиці в Єйську Краснодарського краю Росії. Місцеві видання спершу повідомили, що літак упав просто на багатоповерхівку. За повідомленням льотчиків, що катапультувалися, причиною катастрофи стало займання одного з двигунів при зльоті.
Після падіння літака стався вибух боєкомплекту і вогонь перекинувся на житловий будинок, почалася велика пожежа. Місцевими виданнями уточнюється, що в результаті пожежі зайнялися кілька її поверхів, постраждало щонайменше 15 квартир. Пожежники довгий час не могли локалізувати загоряння.

## Причини
За інформацією Міністерстві оборони РФ Су-34 розбився Су-34 через займання одного з двигунів під час зльоту. Одну з причин авіакатастрофи назвали так звані «воєнкори»: під час зльоту в двигун потрапили птахи. До масштабної пожежі у багатоповерхівці, згідно з офіційною версією, призвів розлив авіаційного палива.
Катастрофа Су-34 в Єйську стала як мінімум десятою небойовою втратою в російській військовій авіації з моменту початку повномасштабного вторгнення РФ в Україну. Західні експерти, наприклад, аналітик RAND Corporation Майкл Бонерт, почали припускати, що така кількість катастроф може говорити про якусь фундаментальну причину, і ця причина — тотальні санкції.

## Наслідки та жертви
За офіційними даними, пожежа, що виникла внаслідок авіакатастрофи Су-34, пошкодила щонайменше 17 квартир. Загалом, тією чи іншою мірою від вогню постраждали 45 квартир. В одному з під'їздів стався обвал перекриттів з дев'ятого по п'ятий поверхи. Також повідомляється, що деякі мешканці стрибали з верхніх поверхів, але ця інформація наразі не підтверджена.
Загинули 16 осіб (зокрема одна сім'я із семи осіб), постраждали 43, у тому числі 25 госпіталізовано. Остання жертва катастрофи — шестирічна дівчинка — померла у лікарні Краснодара 16 лютого 2023 року.